# Geranomyia flaviventris
Geranomyia flaviventris är en tvåvingeart som beskrevs av Enrico Adelelmo Brunetti 1918. Geranomyia flaviventris ingår i släktet Geranomyia och familjen småharkrankar. Inga underarter finns listade i Catalogue of Life.